# Aphanicercella clavata
Aphanicercella clavata är en bäcksländeart som beskrevs av Stevens och Mike D. Picker 1999. Aphanicercella clavata ingår i släktet Aphanicercella och familjen Notonemouridae. Inga underarter finns listade i Catalogue of Life.